# Stasys Razma
Stasys Razma (né le 18 juillet 1898 à Kaunas, à l'époque dans l'Empire russe et aujourd'hui en Lituanie, et mort le 30 juillet 1960) est un joueur de football international lituanien, qui évoluait au poste de milieu de terrain.

## Biographie

### Carrière en sélection
Stasys Razma reçoit cinq sélections en équipe de Lituanie, sans inscrire de but, entre 1923 et 1925.
Il joue son premier match en équipe nationale le 24 juin 1923, en amical contre l'Estonie (défaite 0-5 à Kaunas). Il reçoit sa dernière sélection le 28 juin 1925, en amical contre cette même équipe (défaite 0-1 à Kaunas). Il est capitaine de la sélection lituanienne lors de ce dernier match.
Il participe avec l'équipe de Lituanie aux Jeux olympiques de 1924. Lors du tournoi olympique organisé à Paris, il joue un match contre la Suisse, avec pour résultat une lourde défaite (9-0), au Stade Pershing.